# Chelsea, Oklahoma
Chelsea är en ort i Rogers County i delstaten Oklahoma, USA.